# Олександро-Невський собор (Саратов)
Олександро-Невський собор — головний кафедральний собор Саратова до революції. Закладений у 1815 році в пам'ять участі саратівських ополченців і перемогу росіян у Франко-російській війні 1812 року. Освячено 26 березня 1826 року. Проект собору був виконаний архітектором Василем Стасовим в стилі російського класицизму, будівництвом керував архітектор В. І. Сурані. У 1842 році для завершення ансамблю була зведена дзвіниця. У 1930-х роках собор був розібраний. У післявоєнний час на місці собору був побудований стадіон «Динамо».